# Casco Antiguo de la Ciudad de Onda
El Casco Antiguo de la Villa, o simplemente el Casco Antiguo, de Onda, en la Plana Baja, está formado por un conjunto de callejuelas, plazas y los edificios que albergan, que fue declarado Conjunto Histórico-Artístico en el año 1967, teniendo en la actualidad la catalogación de Bien de Interés Cultural, con código identificativo 12.06.084-002; debido al valioso patrimonio cultural, tanto de carácter civil, como religioso y militar, de lo que se conserva de la antigua ciudad medieval.

## Descripción histórico-artística
El casco antiguo abarcaría desde la Plaza del Almudín (conocida en la zona como Font de Dins. Es considerado el elemento más característico del casco Antiguo y es una de las plazas más singulares de la Comunidad Valenciana. Presenta un trazado irregular pero de forma rectangular, en su origen debió estar totalmente cerrada pudiéndose acceder a ella por cuatro calles que se sitúan en los ángulos –de las que quedan tres y un acceso posterior en el centro del lado mayor-, y en ella destacan sus porches - porticado de sillería datado del siglo XV-. Era utilizada como mercado desde el año 1418 hasta el siglo XIX, momento en el que el mercado se traslada al Plà. Además era un importante centro de almacenamiento, compra y venta de grano lo cual queda patente en su nombre plaza “almudín”, palabra árabe que significa grano o lugar donde se comercia con él. En ella había un pozo, en el lado sur, junto a la antigua fuente, que se cubrió en 1853; y se ubicaba la antigua prisión en la llamada Torre del Reloj, datada del siglo XVI, de la que apenas quedan restos. Los actuales edificios datan de los siglos XIX y XX.), que puede considerarse como el centro principal de la villa medieval, hasta los restos de las murallas, representados por las puertas de acceso al núcleo medieval, y el castillo (al que se accedía por las conocidas como “escaletes dels gats”, paralelas a uno de los trazados de la muralla islámica.
Se trata de un conjunto de calles y plazuelas que contaban con diversos puntos de acceso desde el recinto amurallado, como el Portal de San Roque (también conocido como La Safona), del que sólo queda el arco gótico de la entrada que está actualmente integrado en la fachada de un edificio; o el Portal de San Pedro o Puerta Norte, que actualmente es la única que queda en pie y que sigue constituyendo un acceso importantísimo a la antigua villa amurallada.
Este casco antiguo conserva todavía restos de construcciones civiles árabes, como son las yeserías de la plaza de San Cristóbal, lo cual convierte a este núcleo histórico en uno de los pocos en conservar restos de este tipo de construcciones. Además, la presencia árabe en la historia de la villa queda patente en el trazado de las calles que dieron origen a un plano de complejo esquema con calles tortuosas, estrechas y considerable número de callejones sin salida, calles que en la villa se llaman "atzucacs”. Siguiendo el trazado musulmán, se puede visitar la Iglesia de la Sangre o de Santa Margarita, la Iglesia de la Asunción, el barrio de la Morería (que se originó en época medieval con el trazado gótico de la villa, momento en el que se crea también la Judería, con la plaza de la Sinagoga. Realmente el rabal existía incluso antes de que los musulmanes fueran desplazados de la medina o ciudad amurallada con la reconquista de Jaime I y la posterior concesión de la Carta Puebla en 1248. A la entrada del barrio aún pueden distinguirse los restos pétreos de la antigua puerta de acceso a la aljama o morería. Sigue manteniendo su trazado original, formando con las calles San Vicente y Morería un recinto cerrado sobre sí mismo, en cuyo centro estaba la mezquita que se cree es el origen de la actual capilla de San Vicente que se conserva actualmente. Con la expulsión de los moriscos en 1609 el barrio dejó de ser una morería), fachadas de edificios medievales…
De todos los periodos históricos que han afectado al urbanismo de la villa, la época gótica es la que más huella ha dejado en el actual trazado, es en esta época cuando se organiza la ciudad en zonas, como la Morería, la Judería, o el arrabal de San José; y se da lugar a una serie de plazas que se distribuyen secuencialmente en el perímetro de la villa medieval. La Morería quedaba realmente fuera de los muros de la villa, lo cual daba lugar a un nuevo barrio. Por su parte, la Judería o "Call" se situó alrededor de la plaza de la sinagoga, que posiblemente sea el espacio que actualmente ocupa la Casa Abadía. Por último, el arrabal de San José, se creó como prolongación de la "plaça de Fora" y del "carrer Nou" (la actual calle de los Ángeles), también fuera de las murallas y que servía de enlace con la Morería.
La villa vivió una expansión urbana de los siglos XIX-XX que dio origen a la conformación del Plá, de la plaza de San José, y de la prolongación de las calles Valencia y Castelló. Con el siglo XX llega a Onda la planificación urbana en retícula, propia de los ensanches, lo cual supuso la extensión que se extendería hacia la parte baja de la población y el norte; lo cual cambia el aspecto medieval existente anteriormente.
En el año 2016 se firmó un convenio entre la Generalitat, el Ministerio de Fomento y el Ayuntamiento de Onda, que declaraba una nueva Área de Rehabilitación y Recuperación Urbana (ARRU) en la localidad, que permitió rehabilitar 104 viviendas y realizar obras de recuperación de elementos estructurales de edificios, accesibilidad, adecuación de elementos comunes y habitabilidad de las viviendas, así como la edificación de 5 viviendas, con calificación energética mínima, en sustitución de otras previamente demolidas en el Centro Histórico Protegido de Onda, debido al deterioro en que se encontraban. Anteriormente, en el año 2014 el Ayuntamiento fomentó la rehabilitación y los nuevos negocios en el casco antiguo con ayudas que llegaron a los 90000€.